# Тищенко Вадим Миколайович
Вадим Миколайович Тищенко (24 березня 1963, Городок, Львівська область — 14 грудня 2015, Дніпропетровськ) — український футбольний тренер. У минулому — український та радянський футболіст, півзахисник. Виступав, зокрема, за «Ниву» (Вінниця), СКА «Карпати» (Львів), «Дніпро» (Дніпропетровськ), «Хапоель» (Хайфа). Олімпійський чемпіон 1988, заслужений майстер спорту СРСР (1988). Провів 8 ігор за збірну СРСР.

## Життєпис
Батько — Микола Романович, походить із Сумщини, мати — Раїса Михайлівна — із центральної України.
Перші тренери: Павло Мамбеткулов і Данило Монастирський. Саме вони порекомендували Вадима Тищенка на навчання до Львівського спортінтернату.
Вихованець Львівського спортінтернату (тренери — Володимир Данилюк і Федір Бушанський).

## Титули та досягнення
- Чемпіон СРСР: 1988
- Кубок СРСР: 1989
- Олімпійський чемпіон: 1988